# Nanase Kiryu
Nanase Kiryu (木龍 七瀬, Kiryū Nanase, nascida em 31 de outubro de 1989, em Kanagawa) é uma futebolista profissional japonesa que atua como atacante. Atualmente joga pelo Sky Blue FC.